# Dolores Pampin
Dolores Pampin (20 dicembre 1973) è un'ex schermitrice argentina.

## Palmarès
In carriera ha conseguito i seguenti risultati:
- Giochi panamericani:

Mar del Plata 1995: bronzo nel fioretto a squadre.